# Ibis Styles
Pour les articles homonymes, voir Ibis.
Ibis Styles est une marque hôtelière détenue par le groupe Accor. Seule marque non-standardisée du groupe, ibis Styles propose des hôtels économiques dotés d'un design unique à chaque établissement, le plus souvent inspiré de l’Histoire du quartier qu'il occupe. Au 1er semestre 2020, ibis Styles compte 556 hôtels répartis dans 45 pays.

## Historique

### All Seasons
À l'origine, la marque hôtelière All Seasons est créée en Australie en 1980. En décembre 1999, Accor Asie-Pacifique rachète la marque et ses 27 hôtels (3.825 chambres).
En avril 2007, Accor met une équipe sur pied pour lancer la marque All Seasons en France. En septembre 2007, All Seasons est lancée avec l'ouverture de son premier hôtel à Évry Cathédrale en France. La nouvelle marque All Seasons se positionne sur un segment économique, design, et non-standardisée, avec un logo iconique en forme d'oreiller.
En mai 2010, Accor initie le développement européen de l'enseigne avec un road-show faisant étape dans 9 capitales européennes. En novembre 2010, All Seasons ouvre son premier hôtel en Espagne, son 100e hôtel à Berlin, puis se lance en Grande-Bretagne en 2011. En janvier 2011, All Seasons se lance au Luxembourg.

### Depuis 2011: ibis Styles
Le 13 septembre 2011, le groupe Accor annonce la refonte de sa stratégie de marques économiques en les réunissant autour de la marque ibis. All Seasons devient ibis Styles et Etap Hôtel devient ibis budget. All Seasons compte alors 155 hôtels et 35 en ouverture. Le logo en forme d'oreiller d'All Seasons est repris par l'ensemble des marques ibis. Cette transition est achevée en 2013 sur l'ensemble du réseau. Concernant la marque ibis Styles, les coûts liés aux changements structurels sont restés minimes vu que la majorité du parc hôtelier d'All Seasons était déjà neuf ou rénové.
De 2011 à 2014, le réseau ibis Styles croît de 65%. En 2014, ibis Styles compte 250 hôtels ouverts dans 21 pays.
En 2014, ibis Styles se lance au Brésil et au Mexique. En 2015, ibis Styles ouvre son premier hôtel à Singapour et au Ghana. En 2016, ibis Styles ouvre en Inde et devient en Afrique l'enseigne hôtelière comptant le plus d'ouvertures planifiées. En 2017, ibis Styles s'établit en Grèce, en Arabie saoudite, et au Bahreïn. En 2018, ibis Styles est lancée au Pérou, en Argentine, en Colombie, au Cambodge, et annonce son lancement à Oman.
Accor renforce également la marque ibis Styles autour des aéroports internationaux : Londres-Heathrow, New York LaGuardia (1er ibis Styles aux États-Unis), Budapest (seul hôtel dans l'enceinte de la plateforme), Orly, Charles-de-Gaulle, Genève, Bucarest, Jakarta Soekarno-Hatta Airport....

### Projets créatifs et partenariats
En 2013, ibis Styles s'associe à Universal Music pour créer ibis Music, un répertoire musical de 500.000 titres mis à la disposition des clients des hôtels de l'enseigne.
En octobre 2016, ibis Styles lance la campagne ibisStylesByMe où les internautes sont invités à concevoir la décoration d'une chambre en mode collaboratif avec la décoratrice Sophie Ferjani. Puis en octobre 2017, ibis Styles lance sa plateforme ibis Styles by Us qui propose aux internautes de partager toutes leurs idées de déco pour les ibis Styles. En août 2018, ibis Styles lance un concours auprès des jeunes designers pour inventer un nouvel objet pour meubler les halls de réception de ses établissements.
En février 2018, ibis Styles inaugure à Genève Carouge un nouvel établissement entièrement décoré en bande dessinée, dont ses 119 chambres, un hommage à l'inventeur de la bande dessinée moderne Rodolphe Töpffer. Les dessinateurs recrutés pour composer les décorations sont Buche, Tom Tirabosco, Exem, Albertine, Zep et Frederik Peeters,.
En février 2019, ibis Styles lance Lit'maginaire, une application de réalité augmentée associée à un oreiller connecté pour effectuer un voyage dans l'espace, une expérience destinée aux enfants.

### Identité visuelle (logo)
En septembre 2011, les marques ibis adoptent un logo en forme d'oreiller emprunté du logo de la chaîne All Seasons devenue ibis Styles.

Logo d'All Seasons de 2007 à 2011.
Logo de 2011 à 2019.
Logo depuis 2019.

## Description
Ibis Styles est une marque hôtelière économique du groupe Accor. Rattachée aux marques ibis (rouge) et ibis budget, ibis Styles est une offre hôtelière 3 étoiles qui se distingue en proposant des hôtels en milieu urbain avec une décoration imprégnée de l'Histoire des lieux où ils sont implantés : l'aviation à Sao Paulo, l'eau à Strasbourg, les Beatles à Liverpool, etc. Elle constitue à ce titre la seule marque économique non-standardisée du groupe Accor.
Fin décembre 2018, ibis Styles compte 476 hôtels (48 842 chambres) dans 45 pays.

## Chiffres-clés
| Année              | Hôtels | Chambres |
| ------------------ | ------ | -------- |
| 2018               | 476    | 48 842   |
| 2017               | 422    | 43 213   |
| 2016               | 367    | 36 144   |
| 2015               | 310    | 29 274   |
| 2014               | 277    | 25 100   |
| 2013               | 233    | 21 156   |
| 2012               | 192    | 16 538   |
| 2011               | 149    | 13 110   |
| 2010 (All Seasons) | 115    | 10 267   |
| 2009 (All Seasons) | 75     | 7 114    |
| 2008 (All Seasons) | 49     | 4 867    |
| 2007 (All Seasons) | 6      | 445      |